# Luková (Jasná)

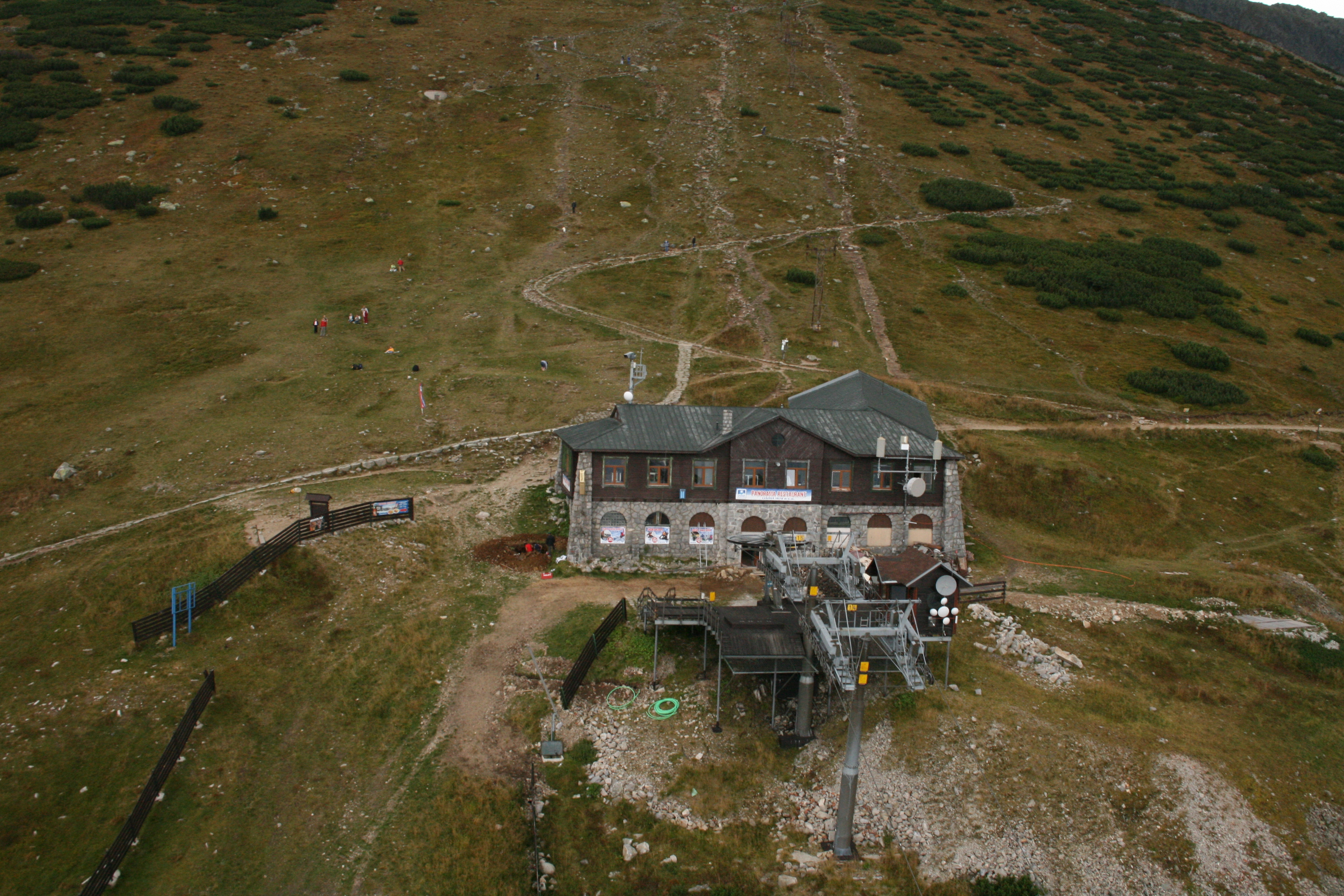
Luková

Luková – węzeł kolejek linowych oraz węzeł szlaków turystycznych w Dolinie Demianowskiej w Niżnych Tatrach na Słowacji. Położony jest na wysokości 1670 m na północnym grzbiecie Chopoka. Jest częścią ośrodka narciarskiego Jasná. Znajdują się tutaj górne stacje dwóch wyciągów narciarskich a w sezonie letnim kursuje tędy również przewożąca turystów kolej linowa Jasná – Chopok. Na Lukovej jest restauracja i taras widokowy z widokiem na Dolinę Demianowską.
Luková jest także  węzłem szlaków turystycznych:
   Tri vody – Luková – Luková dolina – Široká dolina záver. Czas przejścia: 2.40 h, ↓ 2.05 h
  Dolina Demianowska (parking przy Demianowskiej Jaskini Wolności) – Repiská – dolina Zadniej Wody – Vrbické pleso – Pod Orlou Skalou – Luková – Chopok. Czas przejścia: 4.25 h, ↓ 3.30 h
 Jasná, przystanek SAD – Vrbické pleso – Dolina Demianowska – Zadná voda – Tri Vody – rozdroże Pod Orlou skalou – Luková – Luková dolina – Široká dolina – rozdroże Pod Krčahovem – Lúčky